# مدينة ليونينية

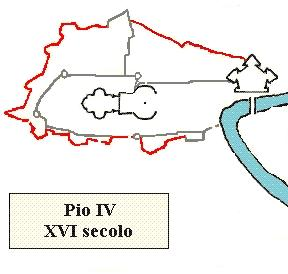

مدينة ليونين هي جزء من مدينة روما والتي أمر البابا ليو الرابع في القرن التاسع أن ينشأ حوله سور ليونين. تقع على الطرف المقابل لتلال روما السبعة من نهر التيبر ولم تضمه الأسوار الأوريلية التي بنيت بين 271 و275. تقع مدينة الفاتيكان داخل المنطقة المغلقة ولكن مدينة ليونين والتي تتضمن أيضاً ريوني بورغو الرومانية أكثر اتساعاً بكثير من مدينة الفاتيكان الصغيرة.